# Calea fruticosa
Calea fruticosa là một loài thực vật có hoa trong họ Cúc. Loài này được (Gardner) "Urbatsch, Zlotsky & Pruski" mô tả khoa học đầu tiên năm 1986.